# Радвилишкис (станция)
Радвилишкис (лит. Radviliškio geležinkelio stotis) — узловая станция Литовских железных дорог, расположенная в  одноимённом городе. Вблизи станции имеется одноимённое локомотивное депо.

## История
Станция открыта 4 сентября 1871 года в составе строительства Либаво-Роменской железной дороги. За год до этого в Радвилишкисе было построено локомотивное депо. В 1873 году открылась ветка до Паневежиса, которая впоследствии была продлена до Даугавпилса.
Радвилишкский железнодорожный узел является одним из крупнейших и старейших в Литве.
С 2005 года вокзальный комплекс Радвилишкиса включен в Регистр культурных ценностей Литовской Республики, охраняется государством (код 30712).

## Пассажирское сообщение
Пригородными дизельными поездами Радвилишкис связан с Шяуляем, Мажейкяем, Паневежисом, Рокишкисом (по пятницам и выходным) и Клайпедой. Также на станции останавливаются пассажирские поезда сообщением Вильнюс — Клайпеда (кроме экспресса № 781/782), Вильнюс — Шяуляй (ежедневно) и Каунас — Шяуляй (по пятницам и воскресеньям).